# بولي يوس
بولي يوس هي شركة تعدين الذهب الروسية . إنها أكبر منتج للذهب في روسيا وواحدة من أكبر 10 شركات لتعدين الذهب على مستوى العالم من حيث الإنتاج (2.44 مليون أوقية من إنتاج الذهب في عام 2018). يقع مقرها الرئيسي في موسكو وهي مدرجة في كل من بورصة موسكو ولندن للأوراق المالية. تقع الأصول الرئيسية لشركة بولي يوس في شرق سيبيريا والشرق الأقصى الروسي - في مناطق كراسنويارسك كراي وإركوتسك أوبلاست وماجادان أوبلاست وجمهورية ساخا .
يسيطر على الشركة سعيد كريموف، نجل الملياردير الروسي والسياسي سليمان كريموف .

## روابط خارجية
- الموقع الرسمي